# 외스틀란데트

외스틀란데트

외스틀란데트(Østlandet)는 노르웨이의 지역으로, 텔레마르크주, 부스케루주, 인라네주, 아케르스후스주, 오슬로, 베스트폴주, 외스트폴주를 포함한다.

## 인구
| 연도    | 인구      | ±% p.a. |
| ------- | --------- | ------- |
| 1769    | 329,041   | —       |
| 1951    | 1,584,045 | +0.87%  |
| 1960    | 1,733,346 | +1.01%  |
| 1970    | 1,895,148 | +0.90%  |
| 1980    | 1,982,131 | +0.45%  |
| 1990    | 2,064,971 | +0.41%  |
| 2000    | 2,207,164 | +0.67%  |
| 2010    | 2,430,512 | +0.97%  |
| Source: |           |         |

## 같이 보기
- 노르웨이
- 노르노르게
- 쇠를란테드
- 베스틀란데트
- 트뢰닐라그